# Petromani
Petromani är ett begrepp som beskriver en nationell mentalitetsförändring kopplat till stora inkomster från oljeproduktion i oljeproducerande länder i tider av högt oljepris. Begreppet myntades av statsvetaren Terry Karl vid Stanford University, som tyckte sig se ett genomgående drag av försämrad omdömesförmåga och nationellt högmod i flera länder med stora oljeinkomster. Begreppet fick uppmärksamhet i Norge när författaren och journalisten Simen Sætre 2009 gav ut boken Petromania. En reise gjennom verdens rikeste oljestater, där han jämförde Norge med oljeproducerande länder där petromanins uttryck är tydligare. Boken baserade sig på resor till Qatar, Kuwait, Förenade arabemiraten, Turkmenistan, Venezuela, Gabon, Kongo-Brazzaville och Angola under perioden september 2007 till mars 2008.
Sætre konstaterade i sin bok att petromanin har tagit sig olika uttryck i olika länder. I flera av staterna vid Persiska viken har man lanserat stora byggprojekt av extrem karaktär, medan Venezuela under president Hugo Chavez har velat se sig som politisk motkraft till USA. Även i Norge har olika former av byggprojekt, inte minst för offentliga institutioner, blivit vanligare.